# کالج کاسکید
کالج کاسکید یک کالج خصوصی، چهار ساله و لیبرال بود که با کلیساهای مسیح مرتبط بود. این کالج در پورتلند، اورگان، ایالات متحده واقع شده و پردیس شعبه دانشگاه مسیحی اوکلاهما بود. مأموریت آن تأکید بر رشد معنوی و آمادگی شغلی بود. به دلیل مشکلات مالی مداوم کاسکید، دانشگاه مسیحی اوکلاهما در پایان سال تحصیلی ۲۰۰۹ کاسکید را تعطیل کرد.
کالج وارنر پسیفیک، یکی دیگر از کالج‌های هنرهای لیبرال مسیحی در منطقه پورتلند، و شریک سابق کالج کاسکید، دارای چندین کلاس درس آموزشی و یک آزمایشگاه کامپیوتر است.